# Vânzarea prin licitații

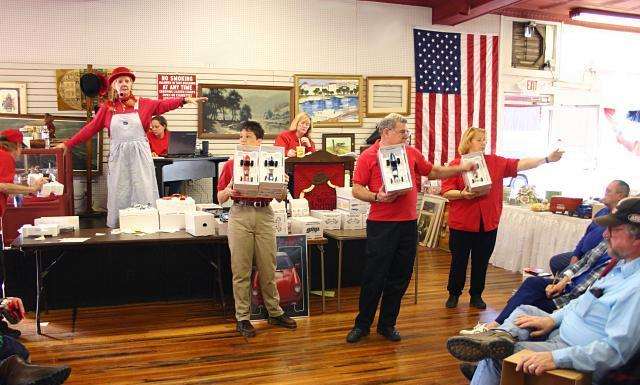
Un licitator și asistenții ei scanează mulțimea pentru ofertanți

## Noțiune
Licitația este o vânzare către cel care oferă prețul cel mai mare, sau o cumpărare de la cel care își oferă marfa la prețul cel mai mic. 
- Licitația bazată pe prețuri crescătoare are la bază un preț de pornire, care este mărit prin oferte succesive de către participanți. Licitația se oprește, și marfa este considerată adjudecată ultimului ofertant care a oferit implicit și prețul cel mai mare. În funcțiile de regulile licitației, vânzătorul poate avea și opțiunea de a-și retrage marfa de la licitație dacă prețul final este considerat prea mic, urmând ca după licitarea celorlalte mărfuri, marfa acestuia să fie supusă din nou licitării.

- Licitația bazată pe prețuri descrescătoare are loc prin comunicarea unui preț maxim de pornire, licitatorul anunțând apoi prețuri din ce în ce mai mici până în momentul când se face prima oferta care are ca efect adjudecarea mărfii la acel preț.

Funcția licitațiilor în practica comerțului internațional constă în valorificarea mărfurilor care nu pot fi încadrate în tipurile uzuale folosite la bursă. Datorită acestui fapt, mărfurile supuse licitației trebuie să fie vizionate de către eventualii cumpărători.

## Tipuri de licitații

### Primar

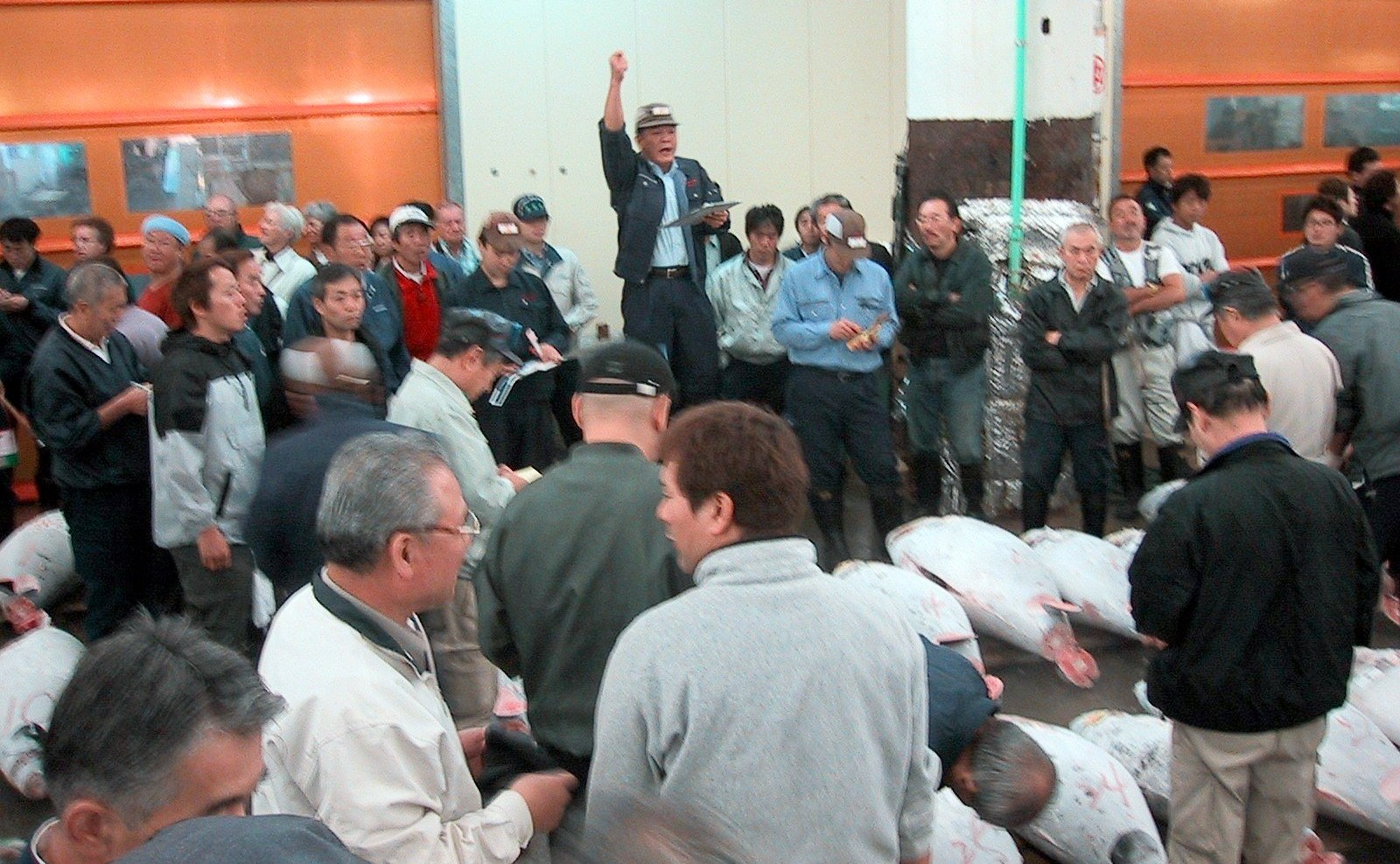
Licitație de ton la piața de pește Tsukiji din Tokyo

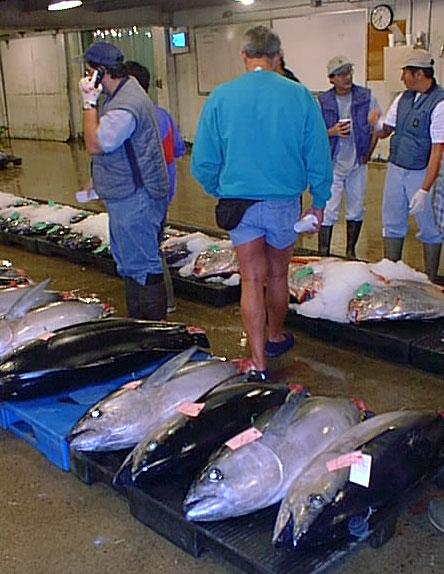
Licitație de pește în Honolulu, Hawaii

Există în mod tradițional patru tipuri de licitații care sunt utilizate pentru alocarea unui singur element:
- Licitație engleză cunoscută și sub numele de licitație deschisă cu prețuri ascendente. Acest tip de licitație este, fără îndoială, cea mai comună formă de licitație în uz astăzi.[1] Participanții licitează în mod deschis unul împotriva celuilalt, fiecare dintre ei trebuie să dea suma mai mare decât suma licitată anterior.[2]

- Licitație olandeză, cunoscută și sub numele de licitație deschisă cu prețuri descendente.[1] În licitația tradițională olandeză, licitația începe cu un preț ridicat pentru o anumită cantitate de articole asemănătoare; prețul este redus până când un participant este dispus să accepte prețul licitantului pentru o anumită cantitate de bunuri din lot sau până când prețul de rezervă al vânzătorului este îndeplinit.[2] În cazul în care primul ofertant nu cumpără întregul lot, adjudecătorul continuă să coboare prețul până când toate articolele au fost licitate sau prețul de rezervă este atins.

### Secundar
Majoritatea teoriei licitației se învârte în jurul acestor patru tipuri de licitații "standard". Cu toate acestea, există multe alte tipuri de licitații, printre care:
- Licitațiile multiunitare vând mai mult de un element identic în același timp, în loc să aibă licitații separate pentru fiecare. Acest tip poate fi clasificat în continuare fie ca o licitație uniformă a prețurilor, fie ca o licitație de preț discriminatorie.
- Toată licitația este o licitație în care toți ofertanții trebuie să plătească sumele licitate, indiferent dacă câștigă. Ofertantul cel mai mare câștigă articolul.
- Licitație de lumânare. A type of auction, used in England for selling ships, in which the highest bid laid on the table by the time a burning candle goes out wins.

## Clasificarea licitațiilor
Se pot distinge mai multe criterii de clasificare:
- după posibilitățile de participare:
  - Licitații  deschise  sau publice la rândul lor pot fi judecătorești sau benevole, voluntare, la care poate lua parte orice firmă, organizație, comerciant
  - Licitații  închise,  limitate  sau restrictive, la care pot participa numai anumite firme fie pe bază fie invitație, fie pe bază îndeplinirii unor cerințe stricte de participare
- după periodicitatea organizării:
  - Licitații periodice care se organizează, se desfășoară la anumite perioade
  - Licitații ocazionale (se organizează ad-hoc)
- după poziția sau calitatea organizatorilor licitațiile prezintă mai multe forme
  - Licitații pentru vânzare de mărfuri
  - Licitații pentru cumpărare de produse, instalații și atribuire de lucrări de construcții montaj

Licitații pentru cumpărare de produse, instalații și atribuire de lucrări de construcții montaj mai sunt denumite și licitații de import sau tratative de concurență. Ca formă de comerț acestea au avantajul că asigură obținerea unui număr mare de oferte, contribuie la cunoașterea pieței externe și facilitează luarea unei decizii obiective și rentabile.

## Organizarea licitației
Pregătirea licitației presupune efectuarea unei publicități prin anunțuri în presa, tipărirea de prospecte, cataloage, invitații. Mărfurile ce vor face obiectul licitației se expun spre vizionare. Condițiile de livrare redactate de organizatori prevăd condițiile de participare, vizionarea loturilor, atribuirea lor, condițiile de plată, modalități de livrare și transport a mărfurilor achiziționate și modalități de soluționare a litigiilor.
În ceea ce privește modul de organizare a licitațiilor, acesta este determinat de legea tarii unde se tine licitația, iar în ceea ce privește legea aplicabila licitației, Legea română de drept internațional privat prevede în art.90 că "vânzarea prin licitație, prin burse sau târguri este supusă legii statului unde are loc încheierea pe aceasta cale a contractului, afara numai dacă legea statului respectiv, admite ca părțile sa aleagă prin acord legea aplicabila și ele au procedat explicit la o asemenea alegere".
În comerțul internațional licitațiile sunt organizate fie direct de către firmele producătoare, ori cele comerciale, fie de către instituții specializate în acest domeniu. În țările în curs de dezvoltare, la organizarea licitațiilor participă, în multe cazuri, și băncile comerciale care finanțează firmele cu activitate de comerț exterior.
O formă practicată tot mai des de participanții la licitațiile internaționale constă în prezentarea ofertelor lor prin intermediul unor firme din țară unde se organizează licitația, mai ales că, în unele țări această formă de ofertă (brokeraj) este obligatorie prin lege. Agenții specializați se numesc auction brokers.
În vederea îndeplinirii obligațiilor din oferte, ofertanții trebuie să depună, de regulă, anumite garanții sub forma unei scrisori de garanție bancară sau participanții sunt obligați să depună, înainte de licitație, o cauțiune, care în mod obișnuit este de până 10% din valoarea ofertei.
Se pot constitui și asigurări de garanții contractuale emise de o societate de asigurări.